# Turnar
Ein Turnar war ein Mitglied eines Domkapitels, meist ein Kapitular, der zeitweilig mit dem Recht der Nachnominierung bei Vakanzen im Domkapitel ausgestattet war.

## Zusammenhänge
In den Domkapiteln des Heiligen Römischen Reiches Deutscher Nation entschied in der frühen Neuzeit das Datum des Ablebens eines Domherren darüber, wem das Recht zur Neubesetzung der freiwerdenden Stelle – man nennt diese auch Domizellar-Präbende – zukam. In der einen Hälfte der Monate eines Jahres lag es beim Domkapitel, in der anderen beim Papst. Das Domkapitel übte dieses Recht allerdings nicht selbst aus, sondern delegierte es jeweils an eines seiner Mitglieder. Diese wechselten sich dabei in der Reihenfolge ihres Eintritts in das Domkapitel ab. Es gab also einen regelmäßigen Rhythmus (Turnus) von je sechs Domkapitularen pro Jahr. Deshalb bezeichnet(e) man den jeweils zur Neubesetzung befugten Domkapitularen auch als Turnar. Da der Papst, von Ausnahmen abgesehen, von seinem Ernennungsrecht keinen Gebrauch machte bzw. es dem zuständigen Bischof überließ, fiel dieses dem Turnar oft auch für den vorausgehenden Monat des Papstes zu. Analog erfolgte der Vorgang der Wiederbesetzung bei der eigentlich nicht vorgesehenen Resignation (Rücktritt) eines Domherren.
Auch die Neuvergabe von freiwerdenden Ämtern wie den Oberpfarreien, die an sich Sache des Domkapitels gewesen wäre, wurde vom Turnar übernommen. Da sie mit diesen Stellen / Ämtern oft die eigenen Verwandten bedachten, war die Ausübung der Funktion eines Turnars eine nicht unvorteilhafte Angelegenheit. Der neue Domherr – bis zum Eintritt ins Kapitel nannte man ihn Domizellar – wurde auch vor dem aktuellen Turnar aufgeschworen (ins Amt eingeführt und darauf verschworen), in der Regel allerdings nicht vor demselben, der ihn ernannt hatte. Denn zwischen der Nominierung und der feierlichen Aufschwörung lagen zumeist mehrere Monate, so dass die Funktion inzwischen ein anderer Kapitular übernommen hatte.